# Borbónico (guerra de sucesión española)

La flor de lis es el símbolo de la Casa de Borbón. "La bella flor" (beauté fleur) es una de las posibles etimologías de la palabra "botifler", aunque, según un cronista contemporáneo (Francisco de Castellví y Obando), este mote procede del apellido del mariscal Louis François de Boufflers.

Borbónicos o felipistas son denominaciones que la historiografía actual da a los partidarios de Felipe, duque de Anjou y candidato a la corona de España en el marco de la guerra de sucesión española (1701-1715). En la época, los partidarios de Felipe, además de "borbónicos", "felipistas" o "angevinos", recibían también el apelativo de "botiflers". Sus enemigos, los partidarios del archiduque Carlos de Austria, eran llamados "austracistas", "carolistas", "archiduquistas", "imperiales", "aguiluchos", "maulets" o "vigatans".

## Historia
Dentro de España, los borbónicos fueron hegemónicos básicamente en los territorios de la Corona de Castilla y del Reino de Navarra; mientras que los territorios de la Corona de Aragón fueron mayoritariamente austracistas. No obstante, hubo partidarios de ambos candidatos en ambas coronas.
Según el historiador Joaquim Albareda, los elementos definidores de los primeros "felipistas" fueron bastante difusos, ya que se limitaban al respeto al testamento de Carlos II de España, "acompañado del deseo de superar la decrepitud de la monarquía heredada de los Habsburgo" mediante el cambio de dinastía en el que también intervenía "el deslumbramiento que producían la corte francesa y el gobierno de Luis XIV con su política mercantilista".
En la Corona de Castilla, aunque la mayor parte de la nobleza y del clero se decantó por la causa de Felipe V, el apoyo más entusiasta al "felipismo" se dio entre la burguesía y las clases populares. En la primera predominaron los motivos económicos, como reflejaba un folleto felipista que mostraba la preocupación porque del

producto de las Indias (además de ser difícil siendo estas dos potencias dueños del comercio) todo se lo llevarían los ingleses y los holandeses, y no les serviría en adelante de nada aquel vasto mundo a los españoles, a quienes ha costado tantos trabajos, tanta sangre y tantas vidas

Para explicar el "felipismo" de las clases populares los historiadores han destacado la fidelidad dinástica —obedecer a la persona designada por su rey— y la concepción providencialista de la monarquía, lo que les conducía a apoyar a Felipe V porque, como decía, un impreso de la época,

Nuestro Rey y Sr. Felipe V reina por disposición DIVINA, tan poderosa contra las ideas humanas... No es Rey por el Consejo de los hombres; por voluntad de Dios vino de Francia a ser Rey. Quién, pues, puede negarle la obediencia? Quién contrastar la voluntad Divina?

Este último argumento fue hábilmente utilizado por la propaganda felipista que utilizó el término «guerra de religión» o de «cruzada» para referirse al conflicto bélico que estaban sosteniendo contra los «herejes» austracistas, integrados por anglicanos y calvinistas. Así el felipista arzobispo de Zaragoza, Antonio Ibáñez de la Riva afirmó que «esta guerra que nos hacen los infieles es guerra de religión ordenada a la destrucción de nuestra santa fe y extensión de sus falsos dogmas en estos catolicísimos reinos». En un sentido similar se expresaba un tonadilla popular:

Que a pesar de Lucifer

y de toda su cuadrilla

la Corona de Castilla

para Felipe ha de ser

Un folleto felipista de 1703 titulado Desengaño de ignorantes aseguraba en un tono apocalíptico que si reinaba el Archiduque Carlos sucederían

una inmensidad de males, así corporales como espirituales, la ruina y la desolación de España, la división de sus Reinos y dominios; la violenta usurpación de las haciendas; la esclavitud de sus naturales; el estupro de las vírgenes; la violación de las religiosas; la violencia de casadas, la muerte de los inocentes; y por consiguiente de sus padres, parientes y amigos; la profanación de los templos; el ultraje de las imágenes sagradas... la persecución de los cristianos; la propagación de los herejes y el abandono de la religión católica

El ideario borbónico español se caracterizó por el cesarismo real, el absolutismo político, y el regalismo religioso.